# Cappie Pondexter
Cappie Pondexter, född den 7 januari 1983 i Oceanside i Kalifornien, är en amerikansk tidigare basketspelare som tog OS-guld 2008 i Peking. Detta var USA:s fjärde OS-medalj i dambasket i rad. Hon har tidigare spelat för New York Liberty.